# Соболі (Зав'яловський район)
Со́болі (рос. Соболи) — селище у складі Зав'яловського району Алтайського краю, Росія. Входить до складу Глибоківської сільської ради.

## Населення
Населення — 115 осіб (2010; 152 у 2002).
Національний склад (станом на 2002 рік):
- росіяни — 90 %